# Mark of the Ninja
Mark of the Ninja es un videojuego de desplazamiento lateral de acción y sigilo desarrollado por Klei Entertainment y distribuido por Microsoft Studios. Fue anunciado el 28 de febrero de 2012 y luego lanzado para el Xbox 360 a través del Xbox Live Arcade el 7 de septiembre de 2012. Una versión para Microsoft Windows fue lanzada un poco más de un mes después, el 16 de octubre del mismo año. El juego sigue la historia de un ninja anónimo en el mundo actual, y se enfoca en el conflicto entre la antigua tradición ninja y la tecnología moderna.

## Juego
Mark of the Ninja es un videojuego de plataformas 2D orientado al sigilo. El personaje debe escurrirse a través de una serie de lugares mientras se mantiene fuera del rango de visión de guardias y realiza asesinatos silenciosos. Los niveles están divididos en áreas de luz y oscuridad; el jugador es visible para los enemigos en el primero e invisible en el segundo, aunque pasar a una distancia inmediata de la cara de un enemigo hace que el jugador sea descubierto, sin importar la luz. Sonidos como los emitidos al correr también revelan la ubicación del jugador y son representados visualmente como un círculo expansivo. Mark of the Ninja utiliza una mecánica de línea de visión, algo poco usual para un juego de plataformas, lo que implica que los enemigos que sería invisibles para el personaje también son invisibles para el jugador, aunque sus sonidos son representados en la pantalla de la misma manera que los del jugador.
Al acercarse a los enemigos sin ser detectado, el jugador puede destruirlos en un solo golpe. Para facilitar esto, el jugador puede extinguir fuentes de luz, esconderse detrás de objetos, pasar a través de rejillas angostas y huecos inaccesibles para los enemigos. De ser detectado, debe evadir a sus enemigos y mantenerse fuera de su vista por un tiempo determinado, después del cual los enemigos regresarán a sus rutas de patrullaje haciendo nuevamente posible matarlos de un solo golpe. Aunque el combate cuerpo a cuerpo es posible para neutralizar a un enemigo rápidamente, el hacerlo pone en riesgo la vida del jugador o lo hace vulnerable a ser neutralizado, además de alertar a enemigos cercanos de su presencia si la lucha es ruidosa. Los enemigos responden a su ambiente y entre ellos; harán sonar una alarma si están totalmente seguros de haber encontrado al jugador o si encuentran un cuerpo, lo cual alertará a todos los enemigos en el área y evitará que regresen a sus rutas de patrullaje anteriores. Si escuchan un sonido o echan un vistazo del jugador comienzan a sospechar, les aparece un signo de interrogación sobre sus cabezas y comienzan a buscar al jugador activamente hasta que se convencen que en realidad no está allí. También pueden ser objeto de tácticas de terror, y el jugador puede aprender a matar y dejar cuerpos visibles en formas aterrorizantes, como dejando cuerpos de los enemigos colgados o lanzando un cuerpo muerto a un enemigo vivo distraído, haciendo que aparezca un signo de admiración sobre sus cabezas, griten, se tropiecen y disparen sin control contra cualquier cosa que lo asuste o lo sobresalte.
El jugador recibe puntos por ejecutar una variedad de tácticas tales como muertes silenciosas, pasar al lado de enemigos sin ser detectado, evitando exitosamente que cuerpos sean descubiertos, aterrorizando oponentes para hacerles entrar en pánico, y consiguiendo objetivos opcionales como recuperar artefactos y una serie de haiku que cuenta la historia del clan ninja. Este puntaje es reducido cuando los guardias enemigos suenan una alarma. Dependiendo del desempeño del jugador en los niveles, éste gana honor y completa sellos que son utilizados para comprar o mejor sus habilidades y armas y para desbloquear atuendos alternativos. Los jugadores obtienen honor alcanzando un puntaje específico en cada nivel, coleccionando los pergaminos secretos, y completando objetivos especiales que existen en cada nivel. Algunos de los pergaminos son obtenidos a través de desafíos secretos, en donde el jugador es transportado a un cuarto para resolver un acertijo.
Antes de cada misión, el jugador pasa por una pantalla de mejoras, en donde pueden gastar su honor en tres secciones: Técnicas (mejoras pasivas y habilidades como ejecuciones de un solo golpe), Artículos de Distracción (como bombas de humo y cohetes) y Artículos de Ataque (como abrojos y dardos con puntas envenenadas). La próxima pantalla permite al jugador seleccionar las vestimentas desbloqueadas y equipar artículos. Cada vestimenta (con excepción de la primera) provee bonificaciones especiales, pero también un efecto secundario para compensar  su poder, y debe ser desbloqueada completando un número de sellos que vienen como objetivos opcionales relacionados con la especialidad de la vestimenta (por ejemplo, aterrorizando a enemigos en forma opcional de maneras específicas para desbloquear un atuendo que mejora la habilidad para aterrorizar). Completar el juego por primera vez habilita el modo Juego Nuevo Plus, en el cual los enemigos son más inteligentes y pueden matar al jugador con solo una bala o un golpe de cuerpo a cuerpo, la línea de visión del jugador está limitada a un cono dirigido hacia la dirección en la que el jugador esté mirando (evitando así que los jugadores puedan ver lo que está detrás, encima o detrás de ellos a menos que giren para mirar), el jugador no puede ver la línea de visión de los enemigos y debe intuirla según la dirección hacia la que apunte la cara de los enemigos, y el jugador tampoco puede detectar el radio al cual sus acciones serán escuchadas por los enemigos.

## Trama
La historia del juego comienza con un ataque por parte de un grupo fuertemente armado sobre el dojo del clan de ninjas Hisomu. El ninja protagonista sin nombre, descansando luego de hacerse un extenso tatuaje irezumi, es despertado por una mujer ninja llamada Ora. Al recoger su equipo, el protagonista logra derrotar a los atacantes y rescatar a su sensei, Azai, al igual que a varios otros miembros del clan. Antes de ser rescatado por el protagonista, Azai estaba siendo acusado por los atacantes, quienes le decían "elegiste a las personas equivocadas para robarles". No obstante, Azai simplemente dice que el clan ha estado oculto del mundo moderno por varios siglos hasta hoy, cuando "sus enemigos finalmente los encontraron". Azai le dice sobre el poder de su tatuaje y la leyenda que gira a su alrededor, explicando que la tinta proviene de una flor del desierto especial y que hace que sus sentidos se vuelvan altamente afilados cuando es absorbida lentamente por el cuerpo, pero que eventualmente hará que el que esté muy tatuado descienda a la locura. En un pasado distante, el primer ninja Hisomu en recibir la marca se volvió increíblemente peligroso, pero cada vez más desquiciado, lo que llevó a un largo periodo de terror que finalmente terminó siendo su tumba. Es por eso que, al recibir la marca, un ninja jura realizar el seppuku una vez que la locura comienza a asentarse.
Luego de que el protagonista recibe su segundo tatuaje, él y Ora reciben la tarea de obtener la venganza contra las Compañías Militares Privadas responsables del ataque contra el dojo: una corporación llamada Hessian, manejada por un despiadado plutócrata de Europa Oriental llamado Conde Karajan. Mientras tanto, el artista de horishi Dosan expresa su preocupación sobre la calidad de la tinta en el tatuaje y promete descubrir porqué Azai no había buscado un suplemento fresco del mismo. El protagonista invade las oficinas regionales de Hessian en Asia Oriental y mata al Cabo Kelly, un empleado de Hessian que lideró el ataque contra el dojo y, utilizando un GPS rastreador, sigue a Karajan a su castillo en Europa Oriental y lo mata. Luego de regresar a casa, el protagonista y Ora ven que su clan ha robado una gran cantidad de equipos militares de alta tecnología, lo que les permite descubrir que el plan de Azai había sido robar a Karajan y reemplazar el Antiguo Camino de Hisomu con un enfoque en el espionaje moderno y tecnológico. En lugar de realizar el seppuku, el protagonista se escapa con Ora para buscar a Dosan, quien había dejado un mensaje indicando que el personalmente había salido en búsqueda de la misteriosa flor del desierto.
Siguiendo su rastro, el protagonista y Ora descubren que Dosan ha sido capturado por bandidos, quienes lo tienen como rehén en una ciudad azotada por la guerra en el Medio Oriente y demandan que los marquen con lo que queda de la tinta sumi. Luego de ser liberado, Dosan explica que las flores de las cuales la tinta sumi es producida han muerto, y parecen haber estado muertas desde que la última reserva fresca de tinta había sido tomada por el clan Hisomu. Como fue revelado por los pergaminos escondidos que cuentan la historia del clan, el mismo Azai había sido incapaz de defender las flores cuando la devastada región de la cual eran endémicas fue capturada por despiadados bandidos. Es por eso que deshonrado, pero para asegurar la supervivencia del clan, Azai ocultó su fracaso y fue quien planeó el robo a Hessian para proveer al Hisomu con equipamiento de alto nivel ahora que la única fuente de su fuerza había sido extinguida. Finalmente, ordenó que lo último que quedaba de la tinta sumi sea usada para marcar a un último ninja, cuya fuerza permitiría el robo y salvaría al clan de la extinción a manos de Hessian. Dosan utiliza el resto de sumi para darle al protagonista su último tatuaje, poco antes de que los ninjas de alta tecnología de Azai los embosquen y disparen de muerte a Dosan mientras él y el protagonista trataban de escapar.
Luego de haber dejado su equipo atrás en su apurado escape, el protagonista, ahora obviamente alucinando, utiliza sus reflejos casi sobrehumanos que le dio la Marca final para evadir la muerte a manos tanto de los bandidos como los acechadores Hisomu, y viaja de regreso a Japón con Ora, quien le recomienda que mate a Azai por el deshonor de no haber logrado mantener las tradiciones Hisomu. El protagonista utiliza sus habilidades casi sobrenaturales para infiltrar las nuevas y sofisticadas defensas de Hisomu-jo, y se enfrenta a Azai en su jardín. Cuando Ora llega y ordena al protagonista a matar a Azai, Azai dice no poder ver a Ora, y, sugiriendo que ella es un síntoma de la creciente locura del protagonista, insiste en que satisfaga su honor matándose a sí mismo antes de que caiga aún más en la locura. Ora le asegura al ahora indeciso protagonista que Azai simplemente está tratando de engañarlo, y lo insta a que mat a Azai y limpie el deshonorable clan Hisomu que lo siguió. Luego de recibir la espada del ritual, el protagonista experimenta un corto periodo psicótico desasociativo, en el cual revive simbólicamente los eventos de su vida luego de recibir la marca. Se ve a sí mismo en un patio con Ora y Azai al otro extremo, quien se arrodilla y pone su propia espada en el suelo, esperando la decisión del protagonista.
Si el jugador escoge matar a Azai tiene otro episodio psicótico, en el cual el protagonista mata a su sensei y se convierte en el tirano Hisomu maniático de la leyenda, disolviéndose en la oscuridad con un rápido movimiento de su espada. Si el jugador elige matar a Ora, el protagonista se mata a sí mismo con la espada de ritual y Ora se disuelve a la nada mientras que el ninja marcado suelta su último aliento y muere en el patio.

## Desarrollo
El desarrollador jefe Nels Anderson ha indicado que su principal inspiración al hacer Mark of the Ninja fue la falta de ninjas sigilosos en juegos como Ninja Gaiden, algo que consideró debía ser la norma, y el fundador de Klei Entertainment Jamie Cheng dijo que era importante que los desarrolladores hagan que tácticas no letales se sientan satisfactorias para el jugador "Tomó mucha experimentación para permitir a los jugadores sentirse como un ninja machote al mismo tiempo que sientan el riesgo de ser expuestos". Mientras que Klei anteriormente había lanzado Shank y Shank 2 en varias plataformas, la compañía indicó que Mark of the Ninja sería un título exclusivo de Xbox 360 y sería distribuido por Microsoft Studios. Luego de que el juego fuera anunciado por Klei el 28 de septiembre de 2012, el juego fue presentado en el Penny Arcade Expo East en Boston, Massachusetts en abril de 2012.
Una expansión descargable llamada Special Edition fue lanzada el 16 de agosto de 2013. Añade un nivel de precuela, dos artículos, un atuendo y una pista de comentarios.

## Recepción
En el momento de su lanzamiento, Mark of the Ninja fue aclamado tanto por la prensa en general como la prensa especializada. El juego cuenta con notas agregadas en los 90 en sitios web como Metacritic y GameRankings. El juego recibió un puntaje perfecto de Brad Shoemaker de Giant Bomb, Holly Green de Destructoid, Adam Rosenberg de G4TV, y Dustin Chadwell de Gaming Age. El puntaje más bajo de 8 sobre 10 vino de Edge. Ryan McCaffrey de IGN consideró que era "fácilmente un contendiente Juego del Año del Xbox Live Arcade". En el adelanto del Penny Arcade Report del juego, el redactor jefe Ben Kuchera se refirió a Mark of the Ninja como "un juego que debes jugar y podría servir de entrada incluso para aquellos que son escépticos con los juegos de sigilo".
Kyle Orland de Ars Technica resaltó que las varias formas de obtener un alto puntaje le daban al juego un aspecto similar al de un videojuego de puzles. Garrett Martin del Boston Herald elogió los videos del juego e indicó que eran "lo suficientemente buenos como para ser parte de un programa de Cartoon Network". El reseñador de GameTrailers comparó al juego a combinación entre el juego de Nintendo Ninja Gaiden y el juego moderno de mundo abierto Batman: Arkham City. También elogió los controles e indicó que el sistema "se amolda y permite al jugador hacer exactamente lo que quiere en el momento exacto en que quiere".
Charles Webb de MTV.com elogió la habilidad del juego de poder enfocarse en el sigilo y al mismo tiempo continuar siendo atractivo para todos los jugadores. "[Klei ha] tomado los pilares claves de este tipo de juego y los ha hecho transparentes al mismo tiempo que los ha mantenido desafiantes y divertidos", dijo Webb. Matt Miller, Editor Asociado en Game Informer, alabó las animaciones del juego. También notó que el juego de luces y sombras acentuó los gráficos haciéndolos cobrar vida. El reseñador de la revista Edge estuvo de acuerdo con esto, y resaltó que los gráficos era de la calidad de una "caricatura de domingo por la mañana". Andrew Hayward de la Official Xbox Magazine también le dio una nota alta por la atmósfera visual del juego, y también elogió la gran cantidad de opciones para disponibles para completar las misiones.
Las críticas del juego incluyen unos cuantos problemas menores con los controles y elementos frustrantes en la jugabilidad. Patricia Hernández de Kotaku consideró que el juego tenía demasiados puzles que incluían trampas con láser, y observó que en raras ocasiones los guardias "funcionaban erróneamente y no se movían y solo miraban hacia adelante y atrás, haciendo imposible el sigilo". Leif Johnson de GameSpot consideró que la mecánica de visión profunda podía en ocasiones derrumbar el momento y el ritmo durante el juego. Dan Whitehead de Eurogamer sintió que la configuración de controles estaba más adaptada para sigilio a distancia y menos para movimientos ágiles cercanos. Citó un ejemplo en el que podía presionar el botón B para alzar y esconder un cuerpo enemigo. El hacerlo muy cerca de un lugar en donde el jugador se podía esconder podía causar frustración, ya que el control contextual también utiliza el botón B para ocultarse detrás de algo. Daniel Bischoff de Game Revolution elogió a las mecánicas de sigilio, pero se mostró decepcionado de que el jugador no podía combatir con enemigos cara a cara.